# Mount Summit
Mount Summit és una població dels Estats Units a l'estat d'Indiana. Segons el cens del 2000 tenia 313 habitants.

## Demografia
Segons el cens del 2000, Mount Summit tenia 313 habitants, 128 habitatges, i 89 famílies. La densitat de població era de 671,4 habitants/km².
Dels 128 habitatges en un 28,1% hi vivien nens de menys de 18 anys, en un 60,2% hi vivien parelles casades, en un 5,5% dones solteres, i en un 29,7% no eren unitats familiars. En el 25,8% dels habitatges hi vivien persones soles el 12,5% de les quals corresponia a persones de 65 anys o més que vivien soles. El nombre mitjà de persones vivint en cada habitatge era de 2,45 i el nombre mitjà de persones que vivien en cada família era de 2,92.
Per edats la població es repartia de la següent manera: un 24,9% tenia menys de 18 anys, un 6,7% entre 18 i 24, un 29,4% entre 25 i 44, un 23,6% de 45 a 60 i un 15,3% 65 anys o més.
L'edat mediana era de 38 anys. Per cada 100 dones de 18 o més anys hi havia 91,1 homes.
La renda mediana per habitatge era de 48.000 $ i la renda mediana per família de 53.375 $. Els homes tenien una renda mediana de 33.281 $ mentre que les dones 22.321 $. La renda per capita de la població era de 20.895 $. Entorn del 5,4% de les famílies i el 5,3% de la població estaven per davall del llindar de pobresa.

## Poblacions més properes
El següent diagrama mostra les poblacions més properes.